# Carson McCullers
Carson McCullers (eg. Lula Carson Smith), född 19 februari 1917 i Columbus i Georgia, död 29 september 1967 i Nyack i New York, var en amerikansk författare.

## Biografi
Carson McCullers mest kända romaner är The Heart is a Lonely Hunter (1940; 'Hjärtat jagar allena') och Reflections in a Golden Eye (1941; 'Spegling i ett gyllne öga'). Dessa, liksom de flesta andra av hennes böcker, utspelar sig i Sydstaterna och handlar mycket om själslig isolering och innehåller ibland element av makabert våld.
Flera av Carson McCullers verk har filmatiserats. Kortromanen The Ballad of the Sad Café (1951; "Balladen om det sorgsna kaféet") dramatiserades av Edward Albee 1963.
Carson McCullers träffade James Reeves McCullers 1935 och de gifte sig 1937.